# Кори, Чарльз Барни
Чарльз Барни Кори (англ. Charles Barney Cory; 31 января 1857, Бостон — 31 июля 1921, Чикаго) — американский орнитолог.

## Биография
В 16 лет Кори проявил большой интерес к орнитологии и начал собирать чучела птиц. Благодаря состоянию своего отца у него была возможность совершать дальние путешествия и собрать таким образом одну из величайших коллекций птиц Вест-Индии и Мексиканского залива. Кори посещал Гарвардский университет, но через короткое время продолжил свои поездки. В 1883 год он стал одним из 84-х орнитологов, которые приняли участие в основании Американского общества орнитологов. Когда коллекция Кори, состоящая из более чем 19 000 чучел птиц, стала слишком огромной, он пожертвовал её Музею естественной истории им. Филда в Чикаго. Кори получил там должность куратора отделения орнитологии. В 1906 году Кори потерял личное состояние и поэтому не мог больше продолжать свою работу в отделении орнитологии. После отставки зоолога Даниэля Жиро Эллиота с должности куратора отделения зоологии в Музее естественной истории им. Филда Кори стал его преемником.

## Публикации
Кори написал много книг о мире птиц Карибского моря, в том числе «The Birds of Haiti und Santo Domingo» (1885), «The Birds of the West Indies» (1889) и «The Birds of Illinois and Wisconsin» (1909). Его последним большим трудом стал четырёхтомный каталог птиц Америки «Catalague of the Birds of the Americas», который после его смерти закончил Карл Эдуард Хелльмайр.